# Galgant-Gewürztraktat
Galgant-Gewürztraktat ist die Bezeichnung für eine Sammlung von Drogen-Monographien. Ab dem 14. Jh. wurde der Galgant-Gewürztraktat mit Schwerpunkt im mittelniederländisch-mittelniederdeutschen, als auch im oberdeutschen Sprachraum sowohl in landessprachlicher als auch in lateinischer Version in Arzneibücher integriert.

## Autor
Der Autor ist bis heute nicht zu bestimmen. Für die lateinische Version wurde fälschlich als Autor der dänische Kanoniker Henrik Harpestræng oder ein (möglicherweise niemals real existierender) Klerikerarzt des 13. oder frühen 14. Jahrhunderts namens Magister „Alexander Hispanus“ vermutet.

## Inhalt

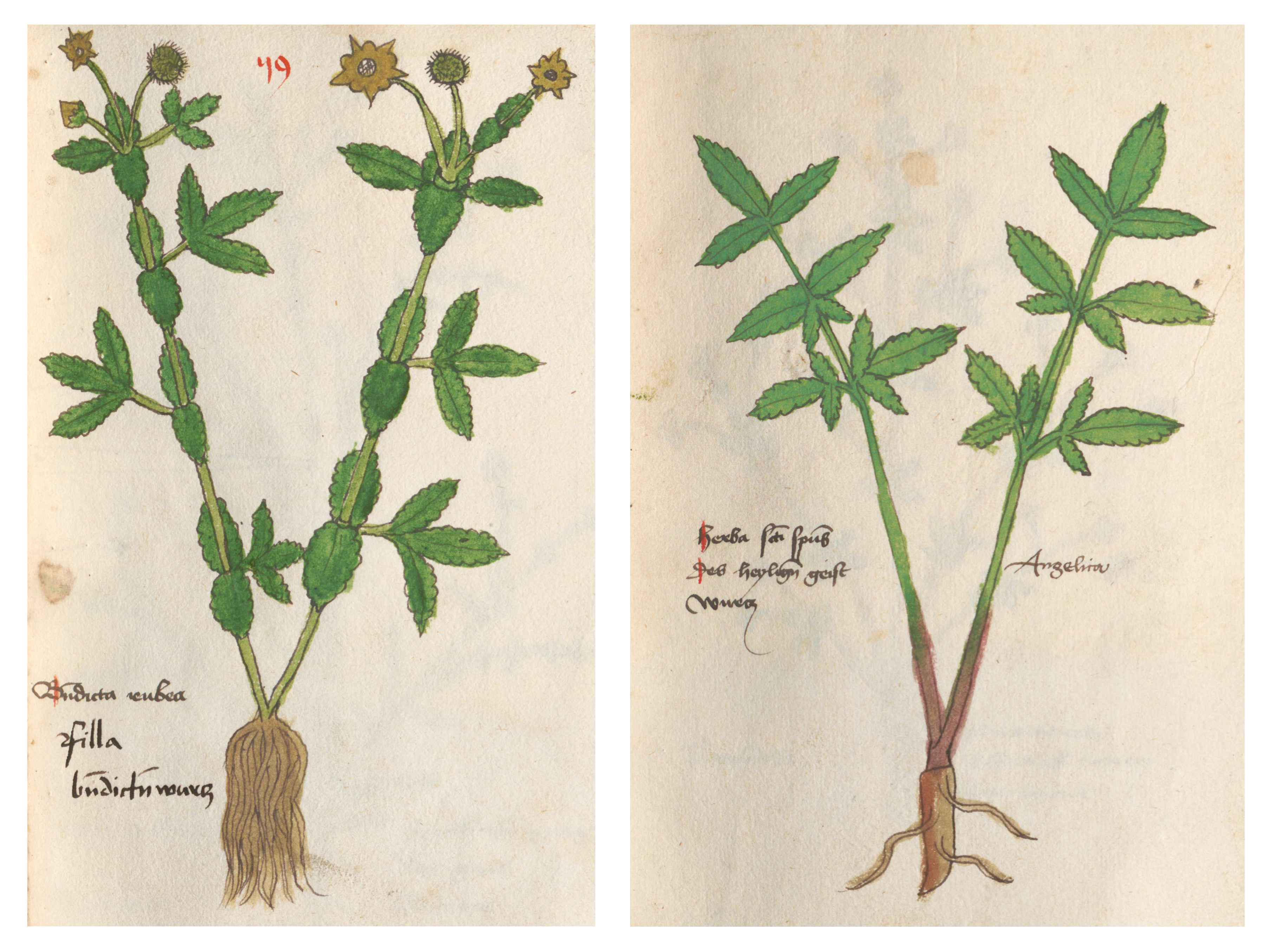
Abbildungen der Nelkenwurz und der Engelwurz im Kräuterbuch des Vitus Auslasser 1479

Ohne Vor- und Nachwort wurden im Galgant-Gewürztraktat bis zu 50 Drogenmonographien aneinandergereiht. Die einzelnen Monographien wurden meist von einer kurzen Charakterisierung der behandelten Droge nach den Kriterien der Humorallehre (heiß/kalt – feucht/trocken) eingeleitet. Es folgte eine Aufzählung von Indikationen, die sich überwiegend aus den bis zum 14. Jh. bekannten Werken der Kräuterheilkunde speiste. Meist wurde folgende Reihenfolge der Monographien eingehalten, wobei deren Anzahl von Manuskript zu Manuskript schwankte:
Galganum … Cynäber … Muscatum, Muscat … Cariofilus, Nargel … Cynamo, Cymeinum … Zytber … Piper, Pfeffer … Lauribaca, Lorwer … Alleum, Chloblauch … Synapis, Sanif … Cepe, Zwival … Porrum, Lauch … Papaver, Magen … Enula, Alant … Rhaphanus maior, Rettich … Raphanus minor, Chren … Rapula, Ruben … Caseus siccus et durus, Chas … Ova dura, Ayer … Mylium, Hirsch … Pisa, Arbeis … Faba, Pon … Canapum, Hanf … Rosa … Fiola, Vyol … Salvia … Ruta, Ruten … Ysopus, Ysop … Petrosilinum, Petersil … Artemisia, Pesmalten, Puggel … Absinthium, Wermut … Urtica minor, klain Nessel … Marrubium, Andor … Abrotanum, Abrunten … Origanum, Wolgemud … Pulegium, Polay … Verbena, Eisenchraut … Wegwart … Mille folium, Wuntchraut … Plantago, Wegerich … Benedicta ruffa … Benedicta alba … Angelica, des hailgen gaistes Wurtz … Pimpinella, Pipernell … Betonica, Patonig … Serpentina, Nater Wurcz … Malva, Papel … Mentu, Dyemente … Lactuca, Latuch … Agrimonia.
Im Galgant-Gewürztraktat erstmals behandelt wurden die Drogen: „Benedicta ruffa“, „Benedicta alba“ und „Angelica, des hailigen gaistes Wurtz“. „Benedicta ruffa“ lässt sich als Echte Nelkenwurz deuten. Die Bedeutung von „Benedicta alba“ ist unsicher. „Angelica, des hailigen gaistes Wurtz“ ist Engelwurz. Die Engelwurz wächst nur nördlich der Alpen. In den nordeuropäischen Kräutermanuskripten des Mittelalters, die sich auf Autoritäten aus dem Mittelmeerraum beriefen, fehlte die Droge bis zum Erscheinen des Galgant-Gewürztraktats.
| Angelica in einem lateinischen Galgant-Gewürztraktat. (Madrid. Biblioteca nacional, Handschrift 8769, 14. Jh.) | Angelica in einem alemannischen Galgant-Gewürztraktat. (Heidelberg. Cpg 620. Südwestdeutschland, 15. Jh. Blatt 92v-93r.) |
| --- | --- |
| Angelica est radix optima, que multum valet contra incantationes. Quicumque eam secum portaverit. Item in mane sumpta vino vel cibo, venenum eicit et defendit. Item valet eciam contusa et decocta cum favo contra morsum canis rabidi, si supra vulnus ligata fuerit. Item valet eciam contra lassitudinem et fatigacionem itineris et contra vomitum, si comesta fuerit. | Angelica ist ein edle wurtz wann wer sÿ peÿ im trät oder neusset dem mag kain zaubernuß nit geschaden. Sie ist auch güt für alle vergift wenn man si nüsset mit wein. Si rainiget auch die prust von aller stinckenten fäwthikait und hailt der wütenden hunt pis wenn man sy mit hönig stösset und über den pÿß leget. Si macht lustig cze essen und vertreibt die undäung. |

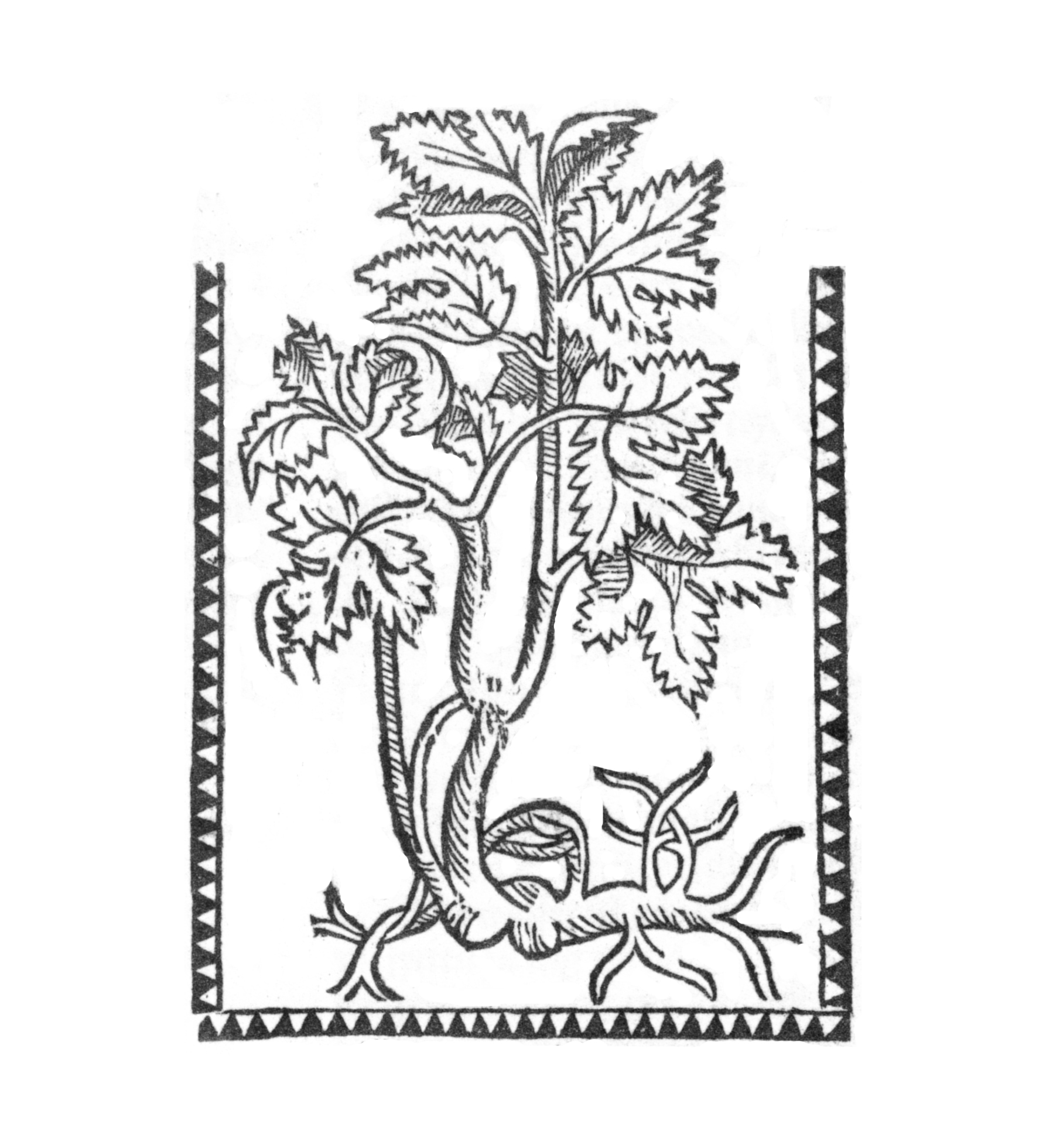
Abbildung zum Kapitel „Angelica-Wasser“ im Kleinen Destillierbuch unter Verwendung eines Holzschnittes von Meum aus einem Hortus sanitatis

Erst im 1500 erschienen Kleinen Destillierbuch des Hieronymus Brunschwig fand die Engelwurz ihren Weg auch in die gedruckten Kräuterbücher. Brunschwig übernahm die im Angelica-Kapitel des Galgant-Gewürztraktats angegebenen Indikationen. Er suchte bei den „Alten“ ein Kraut, das in Aussehen und Wirkung der Engelwurz ähnelte. Er fand es in der "meister würtz von den latinschen genant ostrici". Die Meisterwurz wuchs, und wächst noch heute, sowohl südlich als auch nördlich der Alpen. In den Werken der „Alten“ (Dioskurides, Plinius …) wurde sie ausführlich behandelt.

„Angelica wasser vom krut keyn alter philo[so]phus schriben ist / darumb syn latinscher namen von den tütschen in übung ist angelica. Aber in tütscher zungen genant des heiligen geists wurtzlen von vilen brust wurtz / darumb dz es überflüssig d brust bequem ist / vnd ist ein geschlecht der meister würtz von den latinschen genant ostrici. Aber angelica geschlecht ist zweyerley / wild vnd zam / krut vnd stengel in der leng ii. ellenbogen hoch. dz wild von den tütschen bůchalter genant. […]“